# Modelo 19
Modelo 19 (também conhecido como "A ponte da esperança" e "O amanhã será melhor" ) é um filme brasileiro de 1950 dirigido por Armando Couto, com roteiro de Millôr Fernandes e Mario Civelli, baseado no conto Oggi il cielo è azurro, de Hugo Chiarelli. A trilha sonora foi composta por Francisco Mignone. O título faz referência ao documento dos estrangeiros conhecido como carteira modelo 19. Apesar das diferentes nacionalidades dos personagens principais, o filme é todo falado em português 
É o primeiro roteiro de Millôr Fernandes, aqui creditado como "Vão Gogo".

## Elenco
- Ilka Soares...Helen
- Miro Cerni...Stefano
- Luigi Picchi...Giovanni
- Arrelia...Juca
- José Mauro de Vasconcelos...Karol
- Jaime Barcellos...Hans
- Alice Miranda...Tereza
- Arnaldo Figueiredo	...dono da oficina
- Sérgio Britto...Brasileiro
- Carlos Cotrim
- Mario Civelli
- Armando Couto
- Elísio de Albuquerque
- Lima Duarte ...narrador
- Caetano Gherardi
- Raul...menino Ernesto

## Enredo
Cinco imigrantes europeus (a francesa Helen, o italiano Giovanni, o austríaco Hans, o polonês Stéfano e Karol, sem nacionalidade definida e casado com Helen) se conhecem no navio e depois viajam de ônibus para São Paulo. Todos permanecem juntos morando em um mesmo hotel. Hans é mestre-escola do campo e arranja emprego de padeiro e tenta se adaptar a vida na cidade, sem muito sucesso.
Stéfano se torna mecânico em uma oficina de automóveis e conhece o menino de rua Ernesto e namora Teresa, irmã do brasileiro Juca. Giovanni é ambicioso e não aceita qualquer emprego, se aliando a Juca que lhe diz conhecer várias pessoas importantes e está sempre a procura de grandes negócios, mas costumeiramente só faz trapalhadas. Giovanni acaba descobrindo o segredo de Karol e com isso tem a chance de se envolver amorosamente com Helen.

## Prêmios

### Governador do Estado de São Paulo
Melhor ator
José Mauro de Vasconcelos
Melhor ator coadjuvante
Waldemar Seyssel
Diálogos
Millôr Fernandes
Ator revelação
Luigi Picchi
Produção
Mario Civelli